# 雙津峡温泉
雙津峡温泉（そうづきょうおんせん）は、山口県岩国市（旧国周防国）にある温泉。

## 泉質
- 単純弱放射能冷鉱泉
  - 源泉温度21°C（浴用加温）
  - ラドンを多く含有する

## 温泉街
日帰り入浴施設である「SOZU温泉」と、宿泊施設である「錦パレスホテル」が存在する。日帰りの入浴施設「SOZU温泉」は旧「雙津峡温泉憩の家」で2022年5月1日にリニューアルオープンした。

## 歴史
- 1980年（昭和55年）5月 - 国の施設である『労働福祉事業団山口保養所 錦グリーンパレス』として開設。設計は 象設計集団[1]
- 2002年（平成14年）7月 - 玖珂郡錦町が第三セクター方式で経営に参画、岩国市錦グリーンパレス開設
- 2006年（平成18年）3月20日 - 玖珂郡錦町は、岩国市との合併により岩国市錦町となり、岩国市錦グリーンパレス条例、岩国市錦憩の家条例を制定[2][3]
- 2022年（令和4年）5月1日 - 日帰り入浴施設がリニューアルオープンし愛称は「SOZU温泉」となる[4]

## アクセス
- 錦川鉄道錦川清流線錦町駅から岩国市生活交通バス(旧岩国市営錦バス)で約13分「雙津峡温泉」下車
- 錦川鉄道錦川清流線錦町駅から遊覧車「とことこトレイン」で約40分「雙津峡温泉駅」下車（土日祝日および春休み・夏休み中のみ運行）
- 中国自動車道六日市ICから国道187号・国道434号経由で15km。(約15分)
- 山陽自動車道岩国ICから国道187号・国道434号経由。